# Pendarus avicephalus
Pendarus avicephalus är en insektsart som beskrevs av Crowder 1952. Pendarus avicephalus ingår i släktet Pendarus och familjen dvärgstritar. Inga underarter finns listade i Catalogue of Life.